# 音響信号処理
音響信号処理（おんきょうしんごうしょり、英: acoustic signal processing）または音声信号処理（おんせいしんごうしょり、英: audio signal processing）は、音または音を表す信号を処理することを指す。その表現形態はアナログの場合とデジタルの場合がある。
音響信号や音声信号は最終的に音として人間の耳で聴くものである。従って音響信号処理で最も重視されるのは、信号の中のどの部分が可聴であるかを数学的に解析することである。例えば、信号に様々な変換を施すときも、可聴域の制御が重視される。
信号のどの部分が聞こえて、どの部分が聞こえないかは、人間の聴覚系の生理だけで決まるものではなく、心理学的属性も大きく影響する。そのような面を解析する学問分野を音響心理学と呼ぶ。

## 歴史
音響信号処理は初期のラジオ放送には必須であった。スタジオから送信機までのリンクには数々の問題が存在した。

## アナログ信号
アナログ信号は電気的に表されることが多い。電圧レベルが音波の波形を表している。

## デジタル信号
デジタルで表現する場合、音波の波形は記号列（通常、2進数）で表され、デジタル信号処理が可能となる。音響信号は本来、連続アナログ信号である。従って、連続アナログ信号を離散デジタル信号に変換するには、標本化と量子化が必要となる。当然そのような変換によって情報が失われるが、デジタル信号処理はアナログ信号処理よりも強力で効率的であるため、最近ではほとんどの音響システムがデジタル化されている。高速フーリエ変換により周波数分布を調べたりする。

### モデル
デジタル音声信号は連続と離散のいずれかでモデル化・処理される。例えば {\displaystyle t} 秒後の信号値 {\displaystyle x_{t}} を予測する。典型的な連続モデルの場合、{\displaystyle x_{t}\in \left[-1,1\right]} を予測する回帰タスクとして見なし、{\displaystyle x_{t}=0.5432} のようなスカラ値を予測する（そこから四捨五入でbit値が決定する）。一方典型的な離散モデルの場合、{\displaystyle x_{t}\in \left\{0,1,...,2^{16}-1\right\}} を予測する16 bitの分類タスクとして見なし、{\displaystyle p(x_{t})=\left(0.1,0.2,...,0.05\right)} のような確率分布を予測する（そこからサンプリングで値が決定する）。連続モデルの例には線形予測符号がある。

## 応用分野
処理手法や応用分野としては、音響機器、ダイナミックレンジ圧縮、音声圧縮、伝送通信、改良（例えば、イコライズ、音響フィルタ、ノイズキャンセリング、反響や残響の除去/追加など）がある。

### 音声放送
テレビの音声を含めた音声放送は、音響信号処理の最も大きな応用分野である。
音声放送での最重要な音声処理は送信機に信号を送り込む直前に行われることが多かった。最近ではスタジオでの録音時点でもデジタル音響機器が使われるようになり、スタジオでの音響処理が一般化しつつある。
音声放送での音響処理では、以下の点が重視される。
- 過変調を防ぐ。または、もし発生してもそれを最小限に抑える。
- ラウドネスを全体として最大化する。
- 送信機の非線形な特性を補償する。特に中波や短波放送で重要である。

## 処理

### ダイナミックレンジ制御
音響信号のダイナミックレンジを縮小・拡大する処理をダイナミックレンジ制御（英: dynamic range control）という。
基本原理は自動利得制御であり、コンパンディングと同様の処理を行う。エフェクターの文脈ではダイナミクス系と俗称される。レンジの縮小・拡大、変化率により様々な呼び名がある。次の表はいくつかのダイナミックレンジ制御の名称であるが、すべて信号処理として（パラメータの異なる）同じ処理をおこなっている。
| 名称           | レンジ | レシオ (I:O) |
| -------------- | ------ | ------------ |
| リミッター     | 縮小   | 10:1 ~ ∞:1   |
| コンプレッサー | 縮小   | 1:1 ~ 10:1   |
| エキスパンダー | 拡大   | 1:1 ~ 1: 10  |
| ノイズゲート   | 拡大   | 1:10 ~ 1:∞   |

ダイナミックレンジ制御は主に以下のパラメータから構成される。
- 閾値（英: threshold）: 制御有無が切り替わる信号強度[5]
- レシオ（英: ratio）: 信号増幅の大きさ[6]（入力変化量 [dB] と出力変化量 [dB]の比[7]）
- ゲイン（英: ratio）: 出力信号のブースト[8]
- アタック（英: attack）: 閾値越えからレシオ完全適用までにかかる時間[9]
- リリース（英: release）: 閾値を下回ってから無制御までにかかる時間[9]

すなわち閾値を超えた部分にレシオを適用しゲインで全体音量を持ち上げる。レシオは即座に適用・解除されるとは限らず、アタック/リリース長に基づいて徐々に変化する。
ダイナミックレンジ制御の目的（エフェクターとしての役割）は様々である。レシオを∞にすれば閾値を信号上限にできるため回路保護に利用できる（=リミッター）。逆にレンジを無限に拡大すれば閾値以下の領域が0へ投射され、ノイズフロアの低減につながる（=ノイズゲート）。ダイナミックレンジ制御は閾値を境として強度に対し非線形の変換をおこなうため、必ず周波数構造を変化させる。すなわち音を歪める。これを積極的に利用し音作りのエフェクターとして利用する場合もある。